# Konstanty Rokicki
Konstanty Rokicki, poljski konzularni častnik, namestnik konzula Republike Poljske v Rigi in Bernu in reševalec holokavsta, * 16. junij 1899 Varšava, † 18. julij 1958 Luzern.
Med letoma 1941 in 1943 je bil član Ładośeve skupine, imenovane tudi Bernska skupina. Rokicki je svoj diplomatski položaj namestnika konzula uporabil za izdelavo lažnih potnih listov latinskoameriških držav in jih pretihotapil na okupirano Poljsko in Nizozemsko, kjer so reševali življenja svojih judovskih nosilcev. Za svoj trud je Izrael leta 2019 Rokickega imenoval za Pravičnika med narodi.

## Otroštvo in zgodnja kariera
Rokicki se je rodil Józefu in Konstancji, por. Pawełkiewicz. Kot konjeniški poročnik je dobil dve nagradi za hrabrost, verjetno med poljsko osamosvojitveno vojno ali poljsko-sovjetsko vojno 1919–1920. Leta 1934 je bil usposobljen za rezervnega častnika 1. strelskega polka. 17. avgusta 1936 se je Rokicki poročil z Marijo, por. Goldman (Goldmanis). Par je imel hčerko Wando Rokicko (1938–2008), ki je postala uslužbenka OZN v Ženevi. 
Leta 1931 se je pridružil konzularni službi ministrstva za zunanje zadeve. Med letoma 1932 in 1933 je bil pogodbeni uslužbenec poljskega konzulata v Minsku, takratne prestolnice Beloruske sovjetske socialistične republike. V letih 1934–1936 je bil namestnik konzulata v Rigi, v letih 1936–1938 pa pogodbeni uslužbenec poljskega poslaništva v Kairu. Od leta 1939 do 1945 je bil namestnik konzula Republike Poljske v Bernu. 

## Reševalna akcija in "afera" s potnimi listi
Ocenjujejo, da sta Rokicki in njegov podrejeni judovski diplomat Juliusz Kühl med letoma 1941 in 1943 izdelali več tisoč ilegalnih paragvajskih potnih listov, ki so služili kot zaščitni dokumenti za Jude, obtičale v nacističnih getih v okupirani Poljski in ki jim je grozila deportacija iz okupirane Nizozemske.
Rokicki in Kühl sta osebno podkupila paragvajskega častnega konzula, bernskega notarja Rudolfa Hüglija, da sta pridobila prazne izkaznice, ki jih je Rokicki nato izpolnil z imeni poljskih Judov. Sezname upravičencev in njihove fotografije so pretihotapili med Bernom in okupirano Poljsko, zahvaljujoč se mreži judovskih organizacij, zlasti Agudath Israel in RELICO, ki sta jih vodila Chaim Eiss in Abraham Silberschein. Paragvajski potni listi - za razliko od potnih listov drugih latinskoameriških držav - so imeli posebno vrednost, saj je ta država - pod pritiskom Poljske in Svetega sedeža - začasno priznala (1944) njihovo veljavnost. 

## Kasnejše življenje in zapuščina
Konzul Rokicki je leta 1945 po ustanovitvi pro-sovjetske začasne vlade narodne enotnosti zapustil diplomatsko službo in se za stalno naselil v Švici. Umrl je v Luzernu julija 1958, po več letih bolezni. Rokickijevega imena zgodovinarji ne omenjeno, kljub dejstvu, da ga je Agudath Izrael omenil v svojem zahvalnem pismu poljski vladi poleg Aleksandra Ładośa, Juliusza Kühla in Stefana Ryniewicza. Organizacija je v pismu trdila, da brez njihovih dejavnosti ne bi bilo mogoče rešiti "več sto ljudi".
Šele avgusta 2017 so o vlogi Rokickega v reševalni akciji pisali kanadski novinar Mark MacKinnon in poljska novinarja Zbigniew Parafianowicz in Michał Potocki.
Eden od dokumentov in MacKinnonov članek omenjata, da sta potne liste izpolnjevala tudi Kühl in Ryniewicz. To je malo verjetno zaradi Kühlovega pomanjkanja konzularnih izkušenj in višjega statusa Ryniewicza, ki je bil takrat namestnik vodje ustanove. Poleg tega je sam Kühl, čigar diplomatskega statusa Švicarji niso priznali, med zasliševanjem nakazal, da je ponarejanje dokumentov izvajal Rokicki.
Večina paragvajskih potnih listov, ki jih najdemo v zasebnih arhivih ljudi, ki so preživeli holokavst, vsebuje isto pisavo. 

## Pravičnik med narodi
Aprila 2019 so Yad Vashemov naziv "Pravičnik med narodi" podelili Konstantynu Rokickiemu. Aleksandru Ładośu in Stefanu Ryniewiczu so ponudili "zahvalo", z obrazložitvijo, da je Rokicki vodil Ładośevo skupino. Dokument je Ładośa in Ryniewicza napačno imenoval "konzula". Odločitev je sprožila ogorčenje in zgražanje med družinskimi člani drugih dveh, takrat že preminulih, poljskih diplomatov in med preživelimi. Enajst od njih je podpisalo odprto pismo Yadu Vashemu. Rokickijev bratranec ni želel sprejeti medalje dokler tudi dva druga poljska diplomata, Rokickijeva nadrejena, ne bi bila priznana kot Pravičnika med narodi. Poljski veleposlanik v Švici Jakub Kumoch, ki je prispeval k odkritju Rokickija, je tudi zavrnil razlago Yad Vashema, ki navaja, da je Rokicki delal pod Ładośem in Ryniewiczom.

## Poglej tudi
- Skupina Ładoś
- Raoul Wallenberg